# Spanningsdeler
Een spanningsdeler is een schakeling die een elektrische spanning in delen splitst. Het doel is om van een beschikbare voedingsspanning een lagere spanning af te leiden, bijvoorbeeld voor de basisinstelling van een transistorversterker.
Dit gebeurt dan door de spanningsbron over twee of meer in serie geschakelde weerstanden te zetten. In de simpelste vorm ziet het schema er uit als in de figuur. 

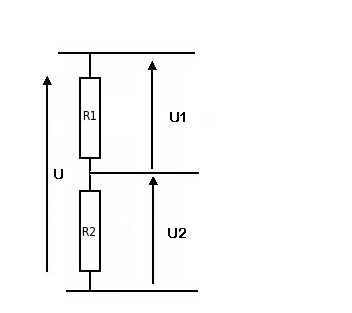
Spanningsdeler

De aangelegde spanning U verdeelt zich over de beide weerstanden en wel precies in de verhouding van hun waarden. Wanneer dus U = 10 volt en R1:R2 = 1:9 dan valt over weerstand R1, 1 volt en over R2, 9 volt, het gaat om de verhouding. De werkelijke waarde doet er dus niet toe. Weerstanden van 1 en 9 ohm geven voor wat de spanningsdeling betreft precies hetzelfde resultaat als weerstanden van 100 kΩ en 900 kΩ. De keuze van de concrete weerstandswaarden hangt af van de gewenste stroom. In de praktijk berekent men de spanning over R2 het snelst met de formule:
{\displaystyle U_{2}=U*{\frac {R_{2}}{R_{1}+R_{2}}}}
Wanneer men de beide vaste weerstanden van de spanningsdeler vervangt door één variabele met middenaftakking, een zogenaamde potentiometer, heeft men een variabele spanningsdeler. 

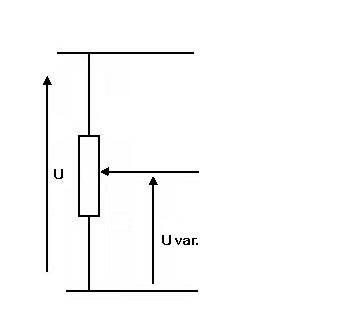
Variabele spanningsdeler

De spanning op de middenaftakking, de zogenaamde loper, is instelbaar op iedere waarde tussen 0 en U zodat een proportionele (analoge) regeling is verkregen. De weerstandswaarde boven de loper is steeds te zien als R1 en die onder de loper als R2. Omdat ze complementair zijn (de totale weerstandswaarde van de potentiometer is een constante), ziet men ook dat het louter gaat om het verhoudingsgetal.
Wanneer men tussen de nulpotentiaal (de onderste lijn van het schema) en de loper een voltmeter aansluit, is daarop te zien hoe de spanning met de potentiometer tussen 0 en U is in te stellen.
Afhankelijk van het doel waarvoor de spanningsdeler is samengesteld, zal ook de stroom die door de schakeling vloeit moeten worden berekend en deze wordt bepaald door de absolute waarde van de weerstanden of potentiometer.

## Berekening met behulp van de Wet van Ohm
De formule voor een spanningsdeler volgt uit de Wet van Ohm:
{\displaystyle U=I\cdot R}. 
In de spanningsdeler is de totale weerstand (de vervangingsweerstand) {\displaystyle R_{v}=R_{1}+R_{2}}, waaruit volgt dat de stroom in het netwerk gelijk is aan {\displaystyle I={\frac {U}{R_{1}+R_{2}}}}. Deze stroom vloeit door beide weerstanden en aldus is voor beide weerstanden de spanningsval te berekenen: {\displaystyle U_{1}=I\cdot R_{1}} en {\displaystyle U_{2}=I\cdot R_{2}}.
In de praktijk zullen echter de beschikbare spanning U en de te verkrijgen (deel)spanning U2 tevoren bekend zijn en dient men juist de weerstanden te berekenen. Deze volgen uit:
{\displaystyle R_{1}={\frac {U_{1}}{I}}}, resp. {\displaystyle R_{2}={\frac {U_{2}}{I}}}.
Hierbij moet wel worden bedacht dat de weerstanden van de spanningsdeler elk een "nutteloos" vermogen verbruiken (elektrotechnisch: dissiperen) gelijk aan {\displaystyle P=I^{2}\cdot R}.
Bovendien werkt het alleen met een hoogohmige belasting en een constante stroom; als de stroom varieert, varieert ook de spanningsval over de weerstanden. Met een laagohmige belasting (over R2) gaat er een hogere stroom door R1 dan door R2 waardoor er geen evenredige spanningsdeling meer is. Als de spanning constant moet zijn bij variërende stroom, moet een spanningsregelaar gebruikt worden.

## Voorschakelweerstand
Een toepassing van de spanningsdeler vormt de voorschakelweerstand van een voltmeter. Door met een schakelaar andere voorschakelweerstanden in serie met de inwendige weerstand van een (milli)ampèremeter te schakelen, kan dezelfde ampèremeter verschillende spanningsbereiken meten als voltmeter.
Een voorschakelweerstand kan ook gebruikt worden om bijvoorbeeld een lampje van 6 V, 50 mA te laten branden op een autoaccu van 12 V. De voorschakelweerstand wordt dan als volgt berekend:
- stroom door de weerstand R1 en het lampje I = 50/1000 = 0,050 A
- spanningsval over R1 = U1 = 6 V
- spanningsval over R2 (lampje) = U2 = 6 V

De voorschakelweerstand moet dan zijn;
{\displaystyle R_{v}={\frac {U}{I}}={\frac {6}{0,05}}=120\Omega }
Dan dient de vermogensdissipatie nog te worden berekend om te bepalen hoe 'zwaar' de weerstand moet zijn om te voorkomen dat deze doorbrandt. De stroom veroorzaakt in de weerstand een opgenomen elektrisch vermogen (omgezet in warmte) van:
{\displaystyle P=I^{2}\cdot R_{v}=0,050\cdot 0,050\cdot 120=0,3W}.
De weerstand moet dus geschikt zijn voor een vermogensopname van minimaal 0,3 watt. Verkrijgbaar zijn weerstanden van 0,5 watt, zodat deze gekozen kan worden.
De spanningsdeler wordt hier gevormd door de in serie geschakelde voorschakelweerstand en het lampje.

## Duaal
Het duale begrip van de spanningsdeler is de stroomdeler